# Joe Chambrello
Joseph „Joe“ Chambrello (* 20. Jahrhundert) ist ein US-amerikanischer Schauspieler, Filmschaffender, Synchronsprecher und ein Model.

## Leben
Chambrello ist an der Ostküste der USA geboren und aufgewachsen. Bevor er Schauspieler wurde, war er als Leistungssportler und Geschäftsmann tätig. Ab 2006 besuchte er das Providence College. Dort erwarb er 2010 seinen Bachelor of Science in Betriebswirtschaft. Im selben Jahr konnte er den ersten Platz beim Filmfestival seiner Schule für einen Film, für diesen er das Drehbuch schrieb und eine Rollenbesetzung übernahm, erreichen. Er zog nach Boston, wo er in der Theaterproduktion A Few Good Men in der Rolle des Lt. Jonathan Kendrick zu sehen war. Im selben Jahr war er als Rev. David Marshall Lee in Larry Shue's berühmtem Stück The Foriegners zu sehen. 2013 feierte er sein Fernsehschauspieldebüt in einer Episode der Fernsehserie The Folklorist.
Im August 2014 zog Chambrello nach Los Angeles. Dort schrieb er sich in Lesley KahnsComedy-Masterclass-Programm für die folgenden sechs Monate ein. Während dieser Zeit folgten Besetzungen in mehreren Kurzfilmen. Von 2015 bis 2016 wirkte er in insgesamt drei Episoden der Fernsehserie Zeit der Sehnsucht mit. 2017 spielte er im Actionfilm Air Speed – Fast and Ferocious in der Rolle des J.C. mit. 2019 wirkte er als einer der Hauptdarsteller im Kurzfilm Tell No Tales mit, der unter anderen am 5. Januar 2019 auf dem Festival of Time in Kanada, am 19. Januar 2019 auf dem Asians on Film Festival und am 22. März 2019 dem Golden State Film Festival in den USA und am 8. Oktober 2019 auf dem Oaxaca Film Fest in Mexiko gezeigt wurde. 2020 war er in insgesamt sieben Episoden der Fernsehserie The Bachelor Parody in der Rolle des Piloten Pete zu sehen. Für die Serie schrieb er außerdem das Drehbuch und führte Regie. Im Folgejahr spielte er in fünf Episoden der Fernsehserie Bonham & Clyde: The Best In Security eine der titelgebenden Hauptrollen des Clyde. Zusätzlich schrieb er für eine Episode das Drehbuch und war für alle fünf Episoden auch als Produzent tätig. Im kommenden Film The Hammer of Witches: The Screech Owl wird er die Hauptrolle des Detective Paul verkörpern.
Als Model war er in Printanzeigen und Werbetafeln für Unternehmen wie Bicycle Casino, BMW und Hugo Boss abgebildet. Er war in der englischsprachigen Filmfassung des japanischen Films Ultraman Ginga S der Film Showdown: Ultra 10 Krieger! aus dem Jahr 2015 als Synchronsprecher zu hören. 2020 lieh er seine Stimme einem Charakter im Computerspiel Mafia: Definitive Edition. Seit 2017 ist er in verschiedenen Funktionen als Film- und Serienschaffender tätig.

## Filmografie (Auswahl)

### Schauspiel
- 2013: The Folklorist (Fernsehserie, Episode 1x08)
- 2014: Vindictive (Kurzfilm)
- 2014: Dirty Laundry (Kurzfilm)
- 2015: Lazarus Rising
- 2015–2016: Zeit der Sehnsucht (Days of Our Lives, Fernsehserie, 3 Episoden)
- 2016: Eterna (Kurzfilm)
- 2016: Conan (Fernsehserie, Episode 6x99)
- 2016: Deadly Sins – Du sollst nicht töten (Deadly Sins, Fernsehdokuserie, Episode 5x02)
- 2016: Cry Wolfe (Fernsehdokuserie, Episode 3x11)
- 2016: The Clean (Fernsehserie)
- 2017: Air Speed – Fast and Ferocious (The Fast and the Fierce)
- 2017: All Is Foreseen
- 2017: Joe Goes to Therapy (Kurzfilm)
- 2017: Orient USA: The Mako USA (Kurzfilm)
- 2017: Orient USA: The Defender (Kurzfilm)
- 2017: Orient USA: The Bambino (Kurzfilm)
- 2017: Trautes Heim, Mord allein (Blood Relatives, Fernsehdokuserie, Episode 6x06)
- 2017; Jones vs. the World (Fernsehserie)
- 2017: Intruder! (Kurzfilm)
- 2018: Heavily Meditated (The Series) (Fernsehfilm)
- 2019: Tell No Tales (Kurzfilm)
- 2019: The Tanner (Fernsehserie, Episode 1x04)
- 2019: SMILF (Fernsehserie, Episode 2x04)
- 2019: In the Blood (Kurzfilm)
- 2020: The Bachelor Parody (Miniserie, 7 Episoden)
- 2021: Before (Kurzfilm)
- 2021: Bonham & Clyde: The Best In Security (Fernsehserie, 5 Episoden)
- 2021: Life in Long Beach
- 2022: Peridot
- 2023: Navy CIS (NCIS, Fernsehserie, Episode 20x10)

### Filmschaffender
- 2017: Joe Goes to Therapy (Kurzfilm, Produktion)
- 2018: Heavily Meditated (The Series) (Fernsehfilm; Drehbuch und Produktion)
- 2020: The Bachelor Parody (Miniserie, 7 Episoden; Drehbuch und Regie)
- 2021: Bonham & Clyde: The Best In Security (Fernsehserie, Episode 1x01; Drehbuch)
- 2021: Bonham & Clyde: The Best In Security (Fernsehserie, 5 Episoden; Produktion)

## Theater (Auswahl)
- A Few Good Men, Margaret Jackson Performing Arts
- Romeo and Juliet, Dragonfly Theater
- The Foreigners, Seachange Theatre Company

## Synchronisationen (Auswahl)
- 2015: Ultraman Ginga S der Film Showdown: Ultra 10 Krieger! (Gekijôban Urutoraman Ginga S: Kessen! Urutora 10 yûshi!/劇場版　ウルトラマンギンガS 決戦！ウルトラ10勇士!!)
- 2020: Mafia: Definitive Edition (Computerspiel)